# Чемпионат мира по хоккею с шайбой среди женщин 2024
Чемпионат мира по хоккею среди женщин 2024 года — 23-й чемпионат, проведенный Международной федерацией хоккея с шайбой в американском городе Ютика. В соревновании приняло участие 10 команд.

## Формат соревнований
На предварительном этапе в группе А сыграли пять лучших команд предыдущего чемпионата. Эти команды плюс три лучших из группы В сыграли в плей-офф.
В четвертьфинале сыграли пары A1-B3, A2-B2, A3-B1, A4-A5.
Пары полуфиналистов определялись из победителей четвертьфиналов по следующим критериям: 
1. Уровень группы (А ставится выше B). 2. Занятое место в группе.
Команда, занявшая по этой классификации первое место, сыграла с командой занявшей четвёртое место, а команда занявшая второе место, сыграла с командой, занявший третье место.
Проигравшие в четвертьфинале сыграли отборочные игры в формате нокаут. Победитель игры за 5-е место получил место в группе А на следующий год. Остальные команды (с 7-й по 10-ю) ранжированы в соответствии с:
1. уровнем группы, в которой они играли (A выше B), 2. их местом в группе, 3. результатами в предварительном раунде.
Правила классификации на предварительном этапе: 
- 1) по количеству набранных очков
- 2) по результату личной встречи
- 3) по разнице забитых и пропущенных шайб при личной встрече
- 4) по количеству забитых шайб при личной встрече
- 5) по результату встречи с командой расположенной выше в таблице
- 6) по результату встречи с другой командой расположенной выше в таблице
- 7) по стартовому номеру.

Правила классификации на заключительном этапе: 
Участники полуфиналов и игры за 5-е место заняли итоговое место по результатам этих игр. Остальные команды ранжированы по итогам игр в группах предварительного этапа:
- 1. По уровню группы (А ставится выше B),
- 2. По занятому месту в группе,
- 3. По количеству набранных очков,
- 4. По разнице забитых и пропущенных шайб,
- 5. По количеству забитых шайб,
- 6. По стартовому номеру

Команды занявшие последнее и предпоследнее места вылетели в дивизион 1.

## Участники
В чемпионате приняли участие 10 национальных — шесть из Европы, две из Северной Америки и две из Азии.
Европа
- Германия*
- Финляндия*
- Чехия*
- Швейцария*
- Швеция*
- Дания**

Северная Америка
- Канада*
- США*^

Азия
- Япония*
- Китай**

* = 8 команд автоматически квалифицировались в высший дивизион по итогам чемпионата мира 2023 года
** = 2 команды пришли в высший дивизион по итогам I дивизиона 2023
^ = Хозяева чемпионата

## Итоговое положение
| Место | Сборная   |
| ----- | --------- |
| 1     | Канада    |
| 2     | США       |
| 3     | Финляндия |
| 4     | Чехия     |
| 5     | Швейцария |
| 6     | Германия  |
| 7     | Швеция    |
| 8     | Япония    |
| 9     | Китай     |
| 10    | Дания     |